# 圣安东尼奥-杜雷蒂鲁
圣安东尼奥-杜雷蒂鲁是巴西米纳斯吉拉斯州的一个市镇。总面积796.872平方公里，总人口6817人，人口密度8.6人/平方公里。